# Nordre Hålsjö
Nordre Hålsjö är en sjö i Kungsbacka kommun i Halland och ingår i Rolfsåns huvudavrinningsområde. Sjön är 12,3 meter djup, har en yta på 0,05 kvadratkilometer och befinner sig 120 meter över havet.